# Enochville
Enochville és una concentració de població designada pel cens dels Estats Units a l'estat de Carolina del Nord. Segons el cens del 2000 tenia 2.851 habitants.

## Demografia
Segons el cens del 2000, Enochville tenia 2.851 habitants, 1.143 habitatges i 846 famílies. La densitat de població era de 249 habitants per km².
Dels 1.143 habitatges en un 28,1% hi vivien nens de menys de 18 anys, en un 61,2% hi vivien parelles casades, en un 9,5% dones solteres, i en un 25,9% no eren unitats familiars. En el 22,8% dels habitatges hi vivien persones soles l'11% de les quals corresponia a persones de 65 anys o més que vivien soles. El nombre mitjà de persones vivint en cada habitatge era de 2,47 i el nombre mitjà de persones que vivien en cada família era de 2,88.
Per edats la població es repartia de la següent manera: un 22,4% tenia menys de 18 anys, un 6,2% entre 18 i 24, un 28,7% entre 25 i 44, un 26,2% de 45 a 60 i un 16,5% 65 anys o més.
L'edat mediana era de 40 anys. Per cada 100 dones de 18 o més anys hi havia 90,4 homes.
La renda mediana per habitatge era de 38.438 $ i la renda mediana per família de 46.603 $. Els homes tenien una renda mediana de 34.115 $ mentre que les dones 20.819 $. La renda per capita de la població era de 16.558 $. Entorn del 7,2% de les famílies i el 8,2% de la població estaven per davall del llindar de pobresa.

## Poblacions més properes
El següent diagrama mostra les poblacions més properes.